# Börzow
Börzow là một đô thị tại huyện Nordwestmecklenburg, bang Mecklenburg-Vorpommern, miền bắc nước Đức. Trước 2014, Börzow là một đơn vị hành chính cấp xã (Gemeinde), tuy nhiên từ ngày 25 tháng 5 năm 2014, đô thị này được sáp nhập vào xã Stepenitztal.